# Paul von Schoenaich
Paul Freiherr von Schoenaich (Prabuty, 16 febbraio 1866 – Reinfeld, 7 febbraio 1954) è stato un militare e giornalista tedesco.

## Biografia
Nel 1879 si iscrisse alla scuola per cadetti a Kulm e dopo gli studi si arruolò in marina. Nel 1887 fu trasferito a Berlino presso il 2º Reggimento Dragoni delle Guardie. Qui frequentò le lezioni di economia di Adolph Wagner e di Karl Oldenberg e si appassionò al concetto di libera impresa elaborato da Silvio Gesell.
Nel 1907 fu promosso a maggiore ufficiale di cavalleria del Ministero della Guerra e nel 1913 divenne tenente colonnello del 15º Reggimento degli Ussari di Wandsbek. Durante la prima guerra mondiale comandò il 14º reggimento dei Dragoni in Francia e Polonia, nel 1915 divenne capo dipartimento del Ministero della Guerra e nel 1919 fu comandante della cavalleria a Berlino. Fu rimosso dal Reichswehr per via di alcune divergenze con Walther von Lüttwitz, il quale stava architettando un colpo di Stato, e fu quindi promosso a maggiore generale.
Per 10 anni militò tra le file del Partito Democratico Tedesco, senza però ottenere alcun seggio al Reichstag. Dopo aver conosciuto il giornalista Friedrich Küster si unì alla Deutsche Friedensgesellschaft (Società tedesca per la pace). Con Albert Einstein e Bertrand Russell fu firmatario del Manifests gegen die Wehrpflicht (Manifesto contro la guerra). In concomitanza con l'ascesa al potere del nazionalsocialismo, la Deutsche Friedensgesellschaft venne messa al bando e von Schoenaich fu imprigionato.
Nel 1945 si unì brevemente all'Unione Cristiano-Democratica di Germania e l'anno successivo ridivenne presidente della neocostituita Deutsche Friedensgesellschaft. Nel 1951 prese parte a un comitato per un referendum contro il riarmo nucleare, tuttavia questo venne sciolto per un presunto controllo da parte del Partito Socialista Unificato di Germania. A causa della successiva scissione del movimento pacifista, venne destituito dall'incarico di presidente della Deutsche Friedensgesellschaft, tuttavia ne divenne membro onorario nel 1952.
Per 5 volte fu candidato al Premio Nobel per la pace.